# Angella Ahn
Angella Ahn (Seul, 10 giugno 1972) è una violinista e modella sudcoreana naturalizzata statunitense, membro delle Ahn Trio.

## Biografia
Angella è nata il 10 giugno 1972 a Seul, e fin da bambina fu avvicinata alla musica. Nel 1979, a soli 7 anni, entrò nelle Ahn Trio, gruppo fondato dalle sue sorelle Maria e Lucia. Nel 1981 la sua famiglia si trasferì a New York, dove studiò alla prestigiosa Juilliard School. La band fu scritturata e poté pubblicare il suo album d'esordio, Paris Rio, nel 1995; da allora la notorietà del gruppo continuò a crescere. Nel 2003 la rivista People la inserì, insieme alle sorelle, tra le 50 celebrità più belle. Nello stesso anno fece da modella per il marchio Anne Klein and Co., a quel tempo gestito da Richard Tyler.

## Discografia

### Con le Ahn Trio

#### Album studio
- Paris Rio (1995)
- Dvořák, Suk, Shostakovich: Piano Trios (1999)
- Ahn-Plugged (2000)
- Groovebox (2002)
- Lullaby for My Favorite Insomniac (2008)
- smetana (con i Tata Bojs) (2008)

#### Live
- March of the Gypsy Fiddler (2010)